# 唐子安
唐子安（1912年—1982年），中国人民解放军将领、中国人民解放军开国少将。
出生于今湖南省株洲市渌口区古岳峰镇，曾任中国人民解放军陆军第六十四军军长、沈阳军区副参谋长。1955年，授予中国人民解放军少将。